# Marcos García
Pour les articles homonymes, voir García.
García  Fernández est un nom espagnol. Le premier nom de famille, en général paternel, est García ; le second, en général maternel, souvent omis, est Fernández.
Marcos García Fernández, né le 4 décembre 1986 à San Martín de Valdeiglesias, est un coureur cycliste espagnol.

## Biographie
Sur le Tour d'Espagne 2012, Garcia réalise un bon résultat lors de la montagneuse quatrième étape, réglant le sprint de son petit groupe pour cimenter la quatrième position. Il croit avoir remporté l'étape et envoie des baisers à la foule, mais il est informé de sa méprise par la suite.
Il récidive lors de la 3e étape du Tour de Thailande 2019.

## Palmarès
- 2006
  - 6e étape du Tour de Palencia
- 2007
  - Tour d'Ávila :
    - Classement général
    - 2e étape

  - 4e étape du Tour de Palencia
- 2008
  - Classement général de la Bizkaiko Bira (es)
  - 3e du Gran Premio Diputación de Pontevedra
  - 3e de la Coupe d'Espagne espoirs
- 2010
  - 2e du GP Llodio
  - 3e du Tour de La Rioja
- 2011
  - 3e du GP Llodio
- 2014
  - 2e du Tour de Castille-et-León
- 2016
  - 2e du Tour du Japon
- 2017
  - Tour de Hokkaido :
    - Classement général
    - 3e étape

  - 7e étape du Tour du Japon
  - 3e du Tour de Kumano
- 2018
  - Tour du Japon :
    - Classement général
    - 6e étape
- 2019
  - Tour de la Péninsule :
    - Classement général
    - 4e étape

  - 2e du Tour de Thaïlande
- 2022
  - 3e du Tour de Taïwan

## Résultats sur les grands tours

### Tour d'Italie
1 participation
- 2009 : 52e

### Tour d'Espagne
3 participations
- 2010 : 44e
- 2012 : 27e
- 2013 : 75e

## Classements mondiaux
| Année                                 | 2006 | 2007 | 2008  | 2009  | 2010 | 2011 | 2012 | 2013 | 2014 | 2015 | 2016 | 2017 | 2018 | 2019 | 2020  | 2021  | 2022 |
| ------------------------------------- | ---- | ---- | ----- | ----- | ---- | ---- | ---- | ---- | ---- | ---- | ---- | ---- | ---- | ---- | ----- | ----- | ---- |
| Classement mondial                    |      |      |       |       |      |      |      |      |      |      | 639e | 740e | 540e | 348e | 1274e | 2339e | 675e |
| UCI Europe Tour                       | 829e | nc   | 1139e | 1256e | 114e | 382e | nc   | 311e | 167e | 276e | nc   | nc   | nc   | 281e | 976e  | 1561e | 521e |
| UCI Asia Tour                         | nc   | nc   | nc    | nc    | nc   | nc   | nc   | nc   | nc   | nc   | 74e  | 74e  | 37e  |      |       |       |      |
| UCI America Tour                      | nc   | nc   | nc    | nc    | nc   | nc   | 361e | nc   | nc   | nc   | nc   | nc   | nc   |      |       |       |      |
|                                       |      |      |       |       |      |      |      |      |      |      |      |      |      |      |       |       |      |
| Légende : nc = non classéSource : UCI |      |      |       |       |      |      |      |      |      |      |      |      |      |      |       |       |      |